# Straight Edge as Fuck
Straight Edge as Fuck es un mini álbum de compilación del sello sueco Desperate Fight Records, publicado en 1994.
Corresponde a la trilogía Straight Edge as Fuck, que buscaba documentar la escena local de Umeå.
La canción "Everlasting" de Refused es distinta a la versión de su EP homónimo (1994, Equal Vision), ya que es tocada más lenta.

## Listado de canciones
1. Drift Apart – Burning
2. Doughnuts	– Self Destruction
3. Beyond Hate – I Refuse
4. Abhinanda – Remark Of Frustration
5. Shield (como Solitude) – Outside
6. Refused – Everlasting
7. Final Exit – Mutilated Scumbag